# Sterna sumatrana

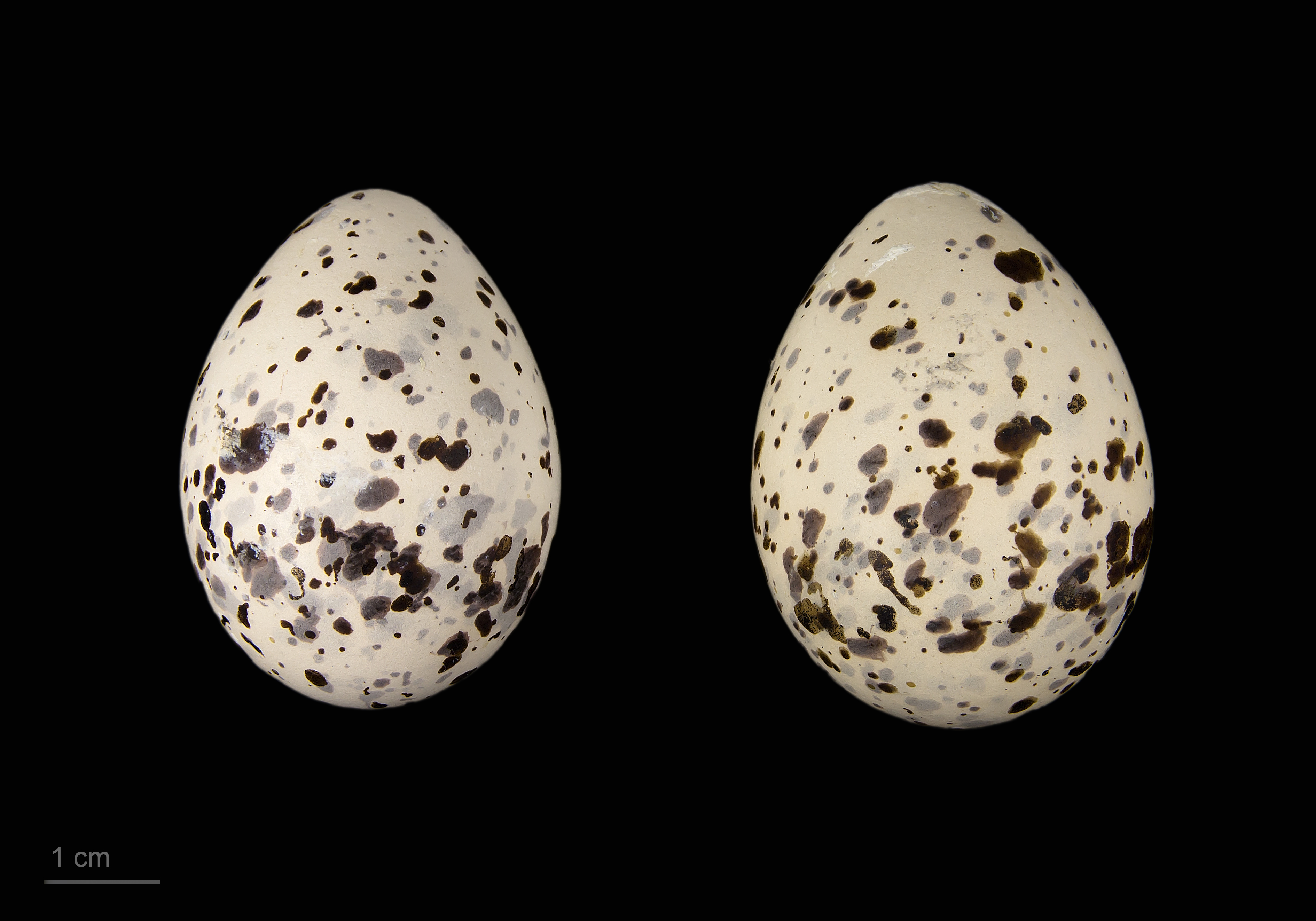
Sterna sumatrana - MHNT

El charrán de Sumatra (Sterna sumatrana) es una especie de ave marina de la familia de los estérnidos (anteriormente subfamilia de la familia Laridae).

## Características
Esta ave mide 30 centímetros de largo, la longitud de sus alas es de aproximadamente 23 cm, las patas y el pico son de color negro, tiene una marcada franja negra que va desde sus ojos hasta la parte trasera de su cabeza en forma triangular, el resto de su cabeza es blanquecina igual que su pecho, las alas son grises.  
Se encuentran en zonas subtropicales de los Océano Pacífico y Océano Índico.